# 方糖

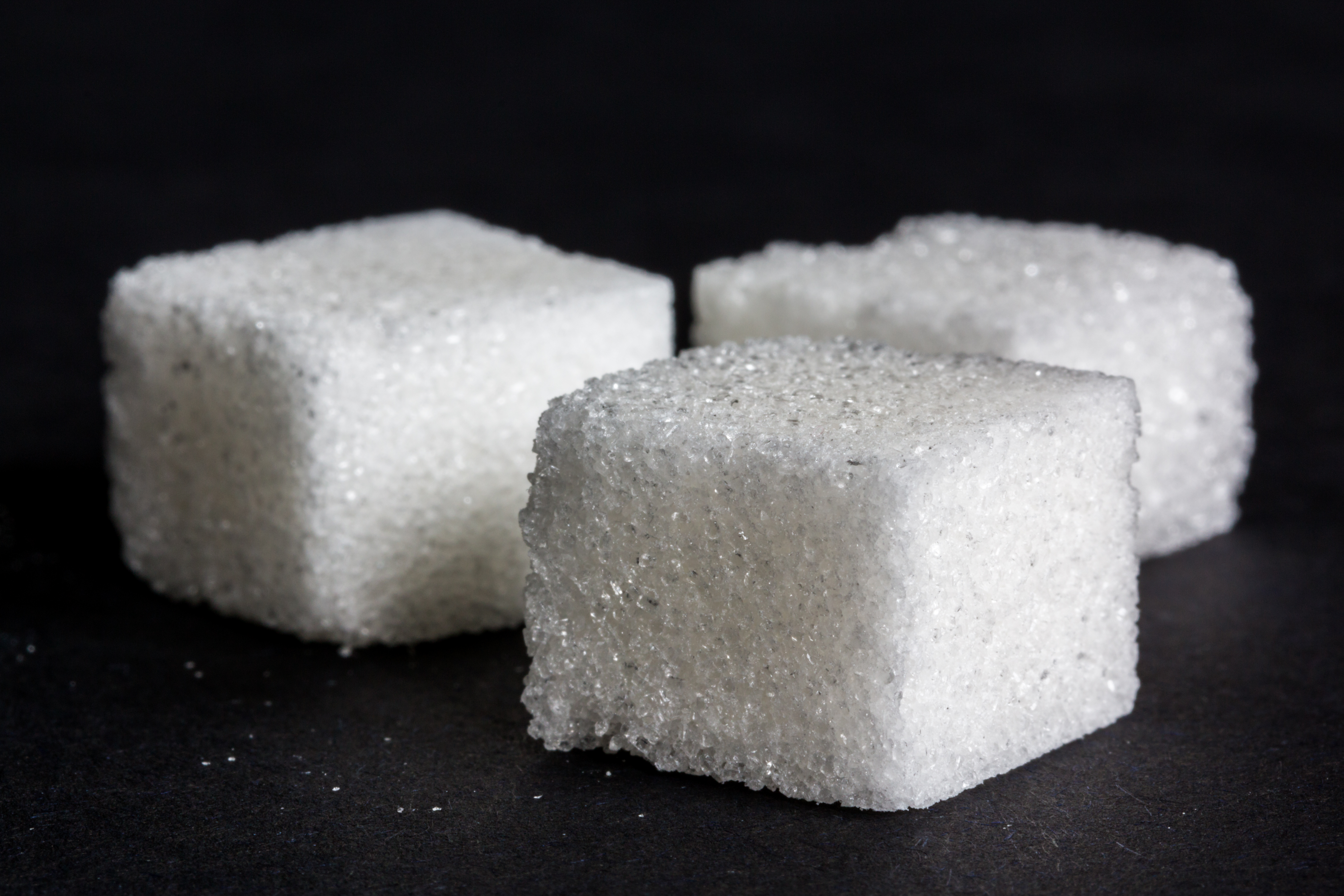
放大的方糖照片

方糖是压制成小方块的白砂糖。 它通常用于增加饮料的甜度。 方糖的使用方法主要有两种：直接将方糖溶解在饮料中或边喝边将方糖放入口中。 